# Barry Hancock
Barry Hancock (Stoke-on-Trent, 30 de diciembre de 1938 - Ibídem, 10 de septiembre de 2013) fue un jugador de fútbol profesional inglés que jugaba en la demarcación de delantero.

## Biografía
Barry Hancock debutó como futbolista profesional en 1954 a los 16 años con el Port Vale FC. En el año de su debut ganó la Football League One, y cinco años después, tras haber descendido de división, la Football League Two. Tras permanecer durante diez años en el equipo, fue traspasado al Crewe Alexandra FC por una temporada. Finalmente en 1965 fichó por el Stafford Rangers FC, equipo en el que se retiró al terminar la temporada. En 1966 jugó para el All Blacks, pero en una liga no profesional.
Barry Hancock falleció el 10 de septiembre de 2013 a los 74 años de edad.

## Clubes
| Club                | País       | Año         | Partidos | Goles |
| ------------------- | ---------- | ----------- | -------- | ----- |
| Port Vale FC        | Inglaterra | 1954 - 1964 | 21       | 1     |
| Crewe Alexandra FC  | Inglaterra | 1964 - 1965 | 3        | 0     |
| Stafford Rangers FC | Inglaterra | 1965 - 1966 |          |       |

## Palmarés
Port Vale FC
- Football League One: 1954
- Football League Two: 1959